# 가장 시원하게
"가장 시원하게"(Vivace Again)는 한국에서 제작된 권용숙 감독의 2004년 영화이다. 민대식 등이 주연으로 출연하였고 권용숙 등이 제작에 참여하였다.

## 출연

### 주연
- 민대식
- 조서율
- 신세영
- 하재성

### 조연
- 양경희
- 곽중렬
- 이광우
- 김문영
- 오대환
- 조용준
- 지찬

## 기타
- 음향: 임서진
- 동시녹음: 박미령
- 미술: 이지원